# Napoleontische adel
Napoleontische adel of noblesse d'empire, werd verleend door keizer Napoleon I vanaf 1804 maar vooral tijdens de periode 1808-1814.

## Ontstaan en ontwikkeling
Bonaparte, die onder het ancien régime zelf tot de kleine Corsicaanse adel behoorde, wilde een nieuwe aristocratie, weldra een nieuwe adel tot stand brengen, die de elites van zijn keizerrijk groepeerde. Hij had hiervoor twee motieven. Het eerste drukte hij cynisch uit:  Het is met rammelaartjes dat men de mensen aanstuurt. Het tweede lag in zijn overtuiging dat iedere staat door een elite werd geleid en dat, als hij die niet zelf organiseerde, ze buiten of tegen hem zou tot stand komen: Bij de volkeren en in de revoluties, zal er altijd aristocratie zijn.
Een eerste poging hiertoe, vooral onder impuls van Sieyès ondernomen, was het opstellen per departement van een lijst van notabelen. Bonaparte vond dit echter geen degelijk werkend systeem – waarin de feiten hem trouwens gelijk gaven – en met de senatus-consulte van 4 augustus 1802 verving hij de lijsten door kiescolleges, waarvan de leden voor het leven werden aangesteld door verkiezing onder de zestig meest belaste inwoners van een arrondissement. De voorzitters van deze colleges werden benoemd door de eerste consul, die ook nog bijvoeglijk een aantal leden kon aanduiden. Ook deze kiescolleges hebben nooit goed gewerkt en waren na enkele jaren in grote mate in onbruik geraakt.
Met de wet van 29 floréal An X (19 mei 1802) had de eerste consul ondertussen nog een ander initiatief genomen, de oprichting van het Legioen van Eer (Frans: Légion d’Honneur). Dit moest een elitekorps worden, een soort nieuwe adelstand, waarbij ieder lid een maandwedde zou ontvangen. Dit was niet vol te houden want men kon de aanzienlijke inkomsten niet bijeenbrengen die hiervoor nodig waren. Oorspronkelijk had men 4.932 leden voorzien, waar er in 1805 nog tweeduizend werden aan toegevoegd. Op het ogenblik van de troonsafstand van Napoleon telde het Legioen van Eer 38.063 leden. Bedoeld als een soort niet-erfelijke adel, was deze ambitie niet haalbaar met een zo groot aantal leden.
Bonaparte nam nog een ander initiatief, van geringer omvang, in 1803. Per gerechtelijke omschrijving van een hof van beroep werden senatoreries ingesteld, met een aanzienlijk inkomen, gevestigd op eigendommen die aan het staatsdomein werden onttrokken. Van de 31 senatoreries kwamen er twee in België: Brussel en Luik. Hiermee wilde Napoleon een aanzienlijk deel van de Senaat persoonlijk aan zich binden. Het initiatief werd echter een fiasco, bij gebrek aan geldmiddelen en aan beschikbare en voldoende renderende staatsdomeinen.

## Nieuwe adel
De oprichting van het keizerrijk op 18 mei 1804 bood aan Napoleon een eerste gelegenheid om een nieuwe adel tot stand te doen komen. Alle leden van zijn eigen familie werden prins en prinses. In 1806 werden 34 hertogdommen opgericht en in de hiervoor uitgevaardigde senatus-consulte werd aangeduid dat op die weg zou worden doorgegaan.
Het is echter pas vanaf 1808 dat Napoleon erin slaagde de door hem gewenste meer uitgebreide adellijke elite tot stand te doen komen. Gelet op de tegenstand die hij hierbij ontmoette, moest hij omzichtig te werk gaan. Maar hij dreef zijn zin door en zonder veel rekening te houden met de wetgevende lichamen vaardigde hij op 1 maart 1808 een decreet uit waarbij de organisatie van de keizerlijke adel werd geregeld. Hierop volgden talrijke adelsverheffingen, hoewel hij op zes jaar tijd natuurlijk maar een deel van zijn objectieven kon verwezenlijken.
In totaal werden van 1808 tot 1814 3.263 adelsverheffingen toegekend, in de eerste plaats ten gunste van militairen, vervolgens ten gunste van leden van het keizerlijk hof en van vooraanstaande personaliteiten die Napoleon aan zich wenste te binden: bisschoppen, senatoren, prefecten, magistraten en in geringe mate lokale gezagdragers. De adellijke status en titel werden slechts erfelijk (met uitzondering van de bisschoppen natuurlijk) indien de begunstigde een majoraat tot stand bracht dat aan zijn nakomelingen een voldoende inkomen kon verschaffen.
Op basis van de bewaard gebleven open brieven kan men de adelsverheffingen als volgt per jaar situeren:
- 1808: 744
- 1809: 502
- 1810: 1085
- 1811: 428
- 1812: 131
- 1813: 318
- 1814: 55

De onderverdeling gaf 60 % militairen, 20 % hoge staatsbeambten en 20 % lokale notabelen.

## Adellijke titels
Door Napoleon werd bij de opnamen in de adelstand minder gedacht aan dynastie- of familievorming (tenzij dan voor zijn eigen dynastie of voor het stichten van 'huizen' dankzij het majoraat) maar wilde vooral individuele personen eren en aan zich binden. Dit gebeurde volgens een hiërarchie van titels, zijnde van hoog tot laag: prins of vorst, hertog, graaf, baron en ridder.

### Prince de l'Empire
Met de senatus-consulte van 18 mei 1804 was het keizerrijk opgericht. De beslissing hield in dat alle leden van de keizerlijke familie Prince français (Franse prins of vorst) werden, met aanspreektitel altesse impériale (keizerlijke hoogheid). De keizer zou het met zijn broers, zussen, schoonbroers en schoonzussen vaak aan de stok hebben. De moeder van Napoleon werd Madame Mère genoemd. Sommige broers of schoonbroers werden koning in Spanje, Holland, Westfalen, Napels.
Daarnaast werden in de loop van de volgende jaren, enkele hertogen tot prins gepromoveerd, met de aanspreektitel altesse sérénissime (allerdoordoorluchtigste hoogheid). Het ging om vijf maarschalken die zich op de slagvelden hadden onderscheiden en drie politieke medewerkers van de keizer:
- maarschalk Jean-Baptiste Bernadotte, prins van Pontecorvo (1806)
- Charles de Talleyrand-Périgord, prins van Benevento (1806)
- maarschalk Louis Alexandre Berthier, prins van Neuchâtel en Valengin (1806), prins van Wagram (1809)
- Jean-Jacques-Régis de Cambacérès, prins van Parma (1808)
- Charles-François Lebrun, prins van Piacenza (1808)
- maarschalk Louis Nicolas Davout, prins van Eckmühl (1809)
- maarschalk André Masséna, prins van Essling (1810)
- maarschalk Michel Ney, prins van de Moskova (1813)

### Duc de l'Empire
Vooral op basis van gewonnen veldslagen en van veroverde gebieden (Italië, Duitsland, Spanje), werd de titel van Duc de l'Empire (hertog van het Keizerrijk) toegekend aan de voornaamste vooral militaire medewerkers van de keizer (18 op de 28). De titel veronderstelde ook dat ze er een hertogelijk wingewest met aanzienlijke inkomsten bijkregen, hoewel dit vaak meer symbolisch dan reëel was. Dit werd trouwens door de verdwijning van het keizerrijk weggeveegd. De ducs de l'Empire waren:

#### 1807
- maarschalk François Joseph Lefebvre, hertog van Dantzig
- Francesco Melzi d'Eril, hertog van Lodi

#### 1808
- generaal Jean Arrighi de Casanova, hertog van Padua
- maarschalk Pierre François Charles Augereau, hertog van Castiglione
- generaal Armand de Caulaincourt, hertog van Vicenza
- grootmaarschalk Géraud Duroc, hertog van Friuli
- maarschalk François Christophe Kellermann, hertog van Valmy
- maarschalk Jean Lannes, hertog van Montebello
- maarschalk Jacques Macdonald, hertog van Tarente
- maarschalk Auguste de Marmont, hertog van Ragusa
- maarschalk Édouard Adolphe Casimir Joseph Mortier, hertog van Treviso
- maarschalk Nicolas Jean-de-Dieu Soult, hertog van Dalmatië
- maarschalk Louis Gabriel Suchet, hertog van Albuféra
- maarschalk Claude Victor-Perrin, hertog van Bellune
- maarschalk Bon Adrien Jeannot de Moncey, hertog van Conegliano
- generaal Anne Jean Savary, hertog van Rovigo

#### 1809
- minister Joseph Fouché, hertog van Otrante
- minister Martin Gaudin, hertog van Gaëta
- generaal Jean-Andoche Junot, hertog van Abrantès
- minister Hugues Maret, hertog van Bassano
- minister Claude Regnier, hertog van Massa
- maarschalk Jean-Baptiste Bessières, hertog van Istrië
- minister Jean-Baptiste Nompère de Champagny, hertog van Cadore
- generaal Henri Clarke, hertog van Feltre

#### 1810
- groot-kamerheer Antonio Litta, empirehertog
- maarschalk Nicolas Charles Oudinot, hertog van Reggio
- staatsraad Emmerich Joseph von Dalberg, empirehertog

#### 1813-15
- minister Denis Decrès, empirehertog (1813)
- generaal Jean-Baptiste Girard, hertog van Ligny (1815) (niet uitgevoerd)

### Comte de l'Empire
De titel van Comte de l'Empire (graaf van het Keizerrijk) werd ongeveer 500 maal toegekend. Wie er zonder meer voor in aanmerking kwamen waren legergeneraals en alle senatoren. Verder: enkele hoge ambtenaren en hofdignitarissen, bij uitzondering een minister, een prefect, een magistraat, een aartsbisschop of bisschop, een burgemeester van een grote stad. Slechts een heel kleine minderheid onder hen stichtte een majoraat, dat de erfopvolging verzekerde.

### Baron de l'Empire
De titel van baron werd ongeveer 1550 maal toegekend. Opnieuw werd een hele reeks officieren met de onderscheiding bedacht (generaals en kolonels, uitzonderlijk eens een verdienstelijk majoor, kapitein of luitenant) en verder bisschoppen, prefecten, magistraten, voorzitters van departementale kiescolleges, kamerheren, burgemeesters.

### Chevalier de l'Empire
De riddertitel werd ongeveer 1200 maal uitgereikt. De titel ging opnieuw in meerderheid naar militairen. Voor het overige kwamen dezelfde categorieën in aanmerking als voor de baronstitel. Voor sommigen was de riddertitel trouwens een opstapje naar de baronstitel. Anderen bekleedden een iets minder hoge functie of hadden een bescheidener sociale status en moesten zich met de riddertitel tevreden stellen.

## Napoleontische adel in de Zuidelijke Nederlanden
Op 8 november 1795 werd door de Franse republiek het decreet uitgevaardigd waarbij in de geannexeerde Noordelijke gebieden – de Oostenrijkse Nederlanden en het prinsbisdom Luik – het decreet van juni 1790 van toepassing werd, nog door Lodewijk XVI ondertekend, waardoor de adel werd afgeschaft. Dit decreet was op 30 juli 1791 nogmaals bevestigd door de Assemblée Constituante. Slechts méér dan een jaar na de annexatie van de ci-devant provinces Belgiques (de Zuid-Nederlandse provincies) dacht de Franse overheid er aan om de afschaffing ook in deze gebieden rechtsgeldig op te leggen. De adel in deze provincies was definitief afgeschaft en iedereen was voortaan borger en borgeresse.
Toen kwam de napoleontische adel. Van de door Napoleon toegekende adelsverheffingen, waren er slechts 31 ten gunste van inwoners van de vroegere Oostenrijkse Nederlanden: geen prinsen of hertogen, dertien graven, elf baronnen en zeven ridders. Dat was nauwelijks één procent van de toekenningen, daar waar de Zuid-Nederlandse departementen een bevolking hadden die tien à vijftien procent van die van Frankrijk vertegenwoordigde. Ook hierin werd aangetoond dat deze provincies als een wingewest werden beschouwd. Enkele van de uitverkorenen behoorden al tot de oude adel.
De tot graaf benoemden, waren meestal edellieden van het ancien régime en sommigen droegen voor de revolutie een hogere of minstens even hoge titel dan wat ze nu van de keizer kregen. Dit gold voor prins Lodewijk Engelbert van Arenberg, prins Charles-Alexandre de Gavre, prins en graaf Willem Charles Ghislain van Merode, markies Georges de Trazegnies en hertog Karel Jozef van Ursel.

## Napoleontische adel in de Noordelijke Nederlanden
Tijdens de korte periode van het Koninkrijk Holland, onder koning Louis Napoleon, werden een paar adellijke gunsten verleend. Tijdens de daaropvolgende periode van aanhechting bij het Franse keizerrijk werd aan 36 personen een keizerlijke titel verleend. Deze titels werden na 1814 in het Verenigd Koninkrijk der Nederlanden niet erkend.
Niet alle oude adel accepteerde een titel van de vijandelijke overheerser, onder andere Willem Frederik Röell weigerde de napoleontische graventitel.
Inlijving van napoleontische adel binnen het Verenigd Koninkrijk was niet mogelijk omdat het Franse adelstatuut te veel afweek van het Nederlandse waardoor dit in strijd was met het reciprociteitsbeginsel dat Nederland hanteerde. Toch werden er in het begin van het Koninkrijk der Nederlanden door de koning enkele specifieke adellijke titels erkend of verleend aan leden van de napoleontische adel, zonder overtuigende juridische argumentatie. Hij behandelde ze net als leden van de vroegere ancien-régimeadel die erkenning aanvroegen.

## Na 1814
Het was te verwachten dat het napoleontische adellijk systeem met de val van het keizerrijk zou verdwijnen. Nochtans, in een geest van verzoening, erkende koning Lodewijk XVIII, voor wat Frankrijk betreft, de adel in zijn totaliteit, met inbegrip van de recente napoleontische adel: De oude adel krijgt zijn titels terug, de nieuwe adel houdt de zijne. Dit was niet van kracht voor de geannexeerde gebieden, zoals Nederland en de Belgische provincies, die het Franse vroegere keizerrijk verlieten.
Van de napoleontische adel bleef niet zoveel over. Diegenen die tot de oude adel behoorden, kregen, onder het Verenigd Koninkrijk der Nederlanden, na er om gevraagd te hebben, hun vroegere status (zonder de eraan verbonden voorrechten) en titels terug. Enkele leden van de napoleontische adel vroegen erkenning aan onder de nieuwe regelgeving. Deze nieuwe adel had voor weinig nakomelingen gezorgd, zodat de opvolgers niet talrijk waren. Anderen namen gewoon weer een burgerlijk leven op, zonder titels.
Wat meer bepaald de Zuidelijke Nederlanden betreft, bleef na 1815, onder het Verenigd Koninkrijk der Nederlanden, de opheffing van 1795 van kracht, wat evengoed sloeg op de later tot stand gekomen napoleontische adel. Men kreeg nochtans de gelegenheid de adellijke status weer op te nemen of te verwerven. Wie opnieuw tot de adel wilde behoren, richtte een aanvraag tot koning Willem I. De meeste edelen uit het ancien régime, en ook enkele empire-edelen, deden dit. Sommigen waren zo verarmd dat ze de registratierechten niet konden betalen. Enkele weinigen weigerden een aanvraag te doen maar kwamen hierop na 1830 terug.